# اسرائیل هیوم
اسرائیل هیوم یک نشریه یِ خبری اسرائیلی به زبان عبری است که اولین بار در سال ۲۰۰۷ منتشر شد و یکی از پرطرفدارترین روزنامه‌های اسرائیلی است.

## تاریخچه
نسخه چاپی اسرائیل هیوم در ژوئیه ۲۰۰۷ به‌صورت رایگان راه اندازی شد. در سال ۲۰۱۴ شلدون ادلسون۵۰ میلیون دلار در این نشریه سرمایه‌گذاری کرد. حمایت ادلسون از بنیامین نتانیاهو باعث شد مخالفان سیاسی در کنست از لایحه ای حمایت کنند که از توزیع رایگان روزنامه‌ها در اسرائیل جلوگیری کند. در سال ۲۰۱۶، وکیل آدلسون اعلام کرد که اگرچه معمولاً تصور می‌شود که وی صاحب این روزنامه است، اما اینطور نیست، اما متعلق به یک بستگان وی است.

## گرایش سیاسی
مطالعه ای در سال ۲۰۰۸ در اسرائیل منتشر شده نشان داد اسرائیل هیوم برخلاف بیشتر روزنامه‌ها از بنیامین نتانیاهو و حزب لیکود حمایت می‌کند.